# NGC 4670
NGC 4670 is een balkspiraalstelsel in het sterrenbeeld Hoofdhaar. Het hemelobject werd op 6 april 1785 ontdekt door de Duits-Britse astronoom William Herschel.

## Synoniemen
- UGC 7930
- IRAS 12428+2724
- MCG 5-30-72
- Arp 163
- ZWG 159.69
- HARO 9
- KUG 1242+273
- PGC 42987